# (6345) Hideo
(6345) Hideo es un asteroide perteneciente al cinturón de asteroides, región del sistema solar que se encuentra entre las órbitas de Marte y Júpiter.
Fue descubierto el 5 de enero de 1994 por  Kin Endate y Kazuro Watanabe desde el observatorio de Kitami.

## Designación y nombre
Designado provisionalmente como 1994 AX1 fue nombrado en honor a Hideo Fukushima (n. 1953), miembro del personal de la oficina de información pública del Observatorio Astronómico Nacional de Japón. Activo durante mucho tiempo como astrónomo aficionado, ha experimentado extensamente con técnicas CCD y ha publicado un libro sobre el tema.

## Características orbitales
(6345) Hideo está situado a una distancia media del Sol de 3,145 ua, pudiendo alejarse hasta 3,423 ua y acercarse hasta 2,867 ua. Su excentricidad es 0,088 y la inclinación orbital 7,309 grados. Emplea 2037,23 días en completar una órbita alrededor del Sol.
Las próximas aproximaciones a la órbita de Júpiter ocurrirán el 17 de abril de 2049, el 3 de octubre de 2059 y el 26 de febrero de 2070.

## Características físicas
La magnitud absoluta de (6345) Hideo es 12,15. Tiene 13,971 km de diámetro y su albedo se estima en 0,189.